# Kamal Hossain

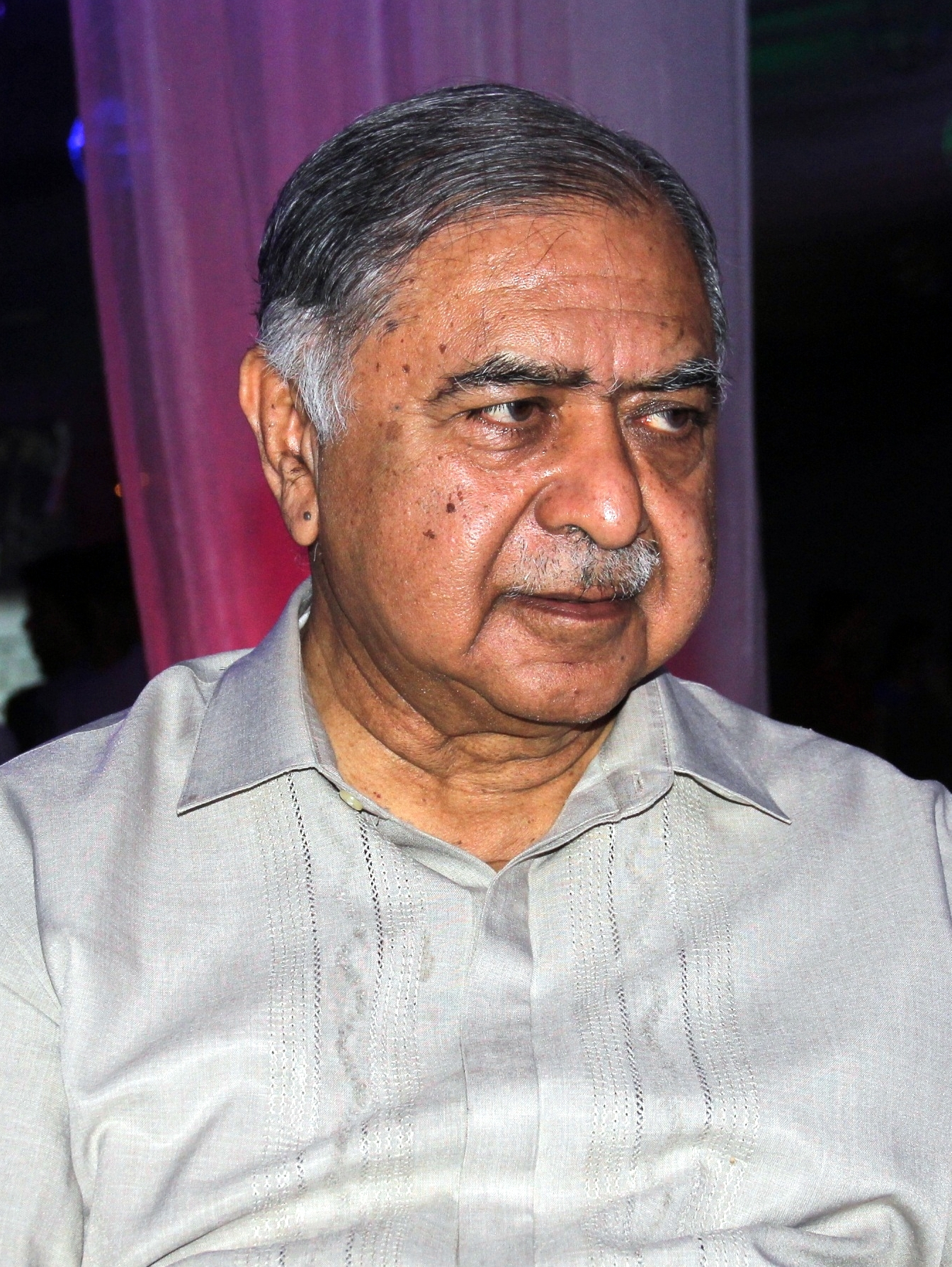
Dr. Kamal Hossain

Kamal Hossain (20 april 1937) is een jurist  en politicus uit Bangladesh. Hossain studeerde rechten aan de Universiteit van Oxford en behaalde daar in 1957 een Bachelor of Jurisprudence en een jaar later een Bachelor of Civil Law. In 1964 behaalde hij nog een doctoraat in het Internationaal recht. Terug in zijn thuisland Pakistan raakte hij betrokken bij de Bengaalse nationalistische beweging. Hij was een van de opstellers van het Zespuntenplan. Tijdens de Bengaalse Onafhankelijkheidsoorlog werd hij gevangengezet als een van de leiders van de afsplitsingsbeweging. Na de onafhankelijkheid was hij in de regering van Sjeik Mujibur Rahman minister van Justitie (1972-73), minister van Buitenlandse Zaken (1973-75) en minister van Petroleum en Mineralen (1974-75). Als minister van Justitie was hij een van opstellers van de grondwet.
Tot 1991 was Hossain lid van de Awami Liga, maar aan het begin van de jaren negentig vormde hij zijn eigen partij na een conflict met partijleider Sjeik Hasina Wajed. Hij probeerde een paar keer tevergeefs gekozen te worden in het parlement.
Hossain maakt zich ook sterk voor de mensenrechten. Zo is hij tegen misbruik van de islam waardoor vrouwen onderdrukt worden. Als Speciale Rapporteur voor Mensenrechten van de Verenigde Naties heeft hij in 2002 aan de VN Commissie voor Mensenrechten gerapporteerd over de situatie in Afghanistan, waarbij hij een dringende oproep deed om de wreedheden van de afgelopen decennia niet onbestraft te laten. Ook kreeg hij van deze commissie de opdracht overtredingen van het internationaal recht door Israël te onderzoeken.